# Station Vamdrup Øst
Station Vamdrup Øst was een station in Vamdrup, Denemarken. Het was het eindstation van de lijn Kolding - Vamdrup.
Het station is in 1978 gesloopt. Het lag ongeveer 100 meter ten zuiden van station Vamdrup. De lokale lijn Vamdrop - Kolding was met een verbindingslijn gekoppeld aan de DSB-lijn.